# King Island (Saskatchewan)
Pour les articles homonymes, voir Île King.
L'île King est une île canadienne de la Saskatchewan. 

## Toponymie
Elle a été nommée en l'honneur de William Lyon Mackenzie King. Elle était précédemment appelée Devil's Island (île du Diable) en raison d'une légende Cris disant qu'elle était habitée par des créatures surnaturelles ou démoniaques. 

## Géographie
Elle est située près de la rive ouest du lac Waskesiu. Elle dispose d'un sentier de randonnée et d'installations de pique-nique.